# Parachernes cordimanus
Parachernes cordimanus är en spindeldjursart som först beskrevs av Beier 1953.  Parachernes cordimanus ingår i släktet Parachernes och familjen blindklokrypare. Inga underarter finns listade i Catalogue of Life.